# 稠江街道
稠江街道，中国浙江省金华市义乌市下辖的一个街道。

## 辖区
该街道辖有：
凤凰社区、兴业社区、锦都社区、松门里社区、黎明社区、杨一社区、杨二社区、杨三社区、昌德社区、永祥社区、高新社区、诸宅村、龙回村、象山村、官塘村、前仓村、新村、贾里村、喻宅村、春联村、柯村、何村、江湾村、新屋村、下柳村、高庚村、崇山村、红联村、后申塘村、官清畈村、下沿塘村、古母塘村、下何宅村、水冰塘村、东王界村、西王界村、杨梅院村、上金村、中金村、下金村、犁头山村、羊角山村、官塘下村和上崇山村。